# 浅香鉄心
浅香 鉄心（あさか てっしん、本名：浅香 昌平、1926年12月26日 - 1997年11月22日）は、日本の書家。書游会創立者。吉澤鐵石、大久保龍石とともに日本書作院を創設し、理事長も務めた。

## 経歴
後の茨城県真壁郡下館町に生まれ、小学4年生から書道を始める。第二次世界大戦中は、海軍兵長として従軍し、巡洋艦「摩耶」に乗り組んでいたが、マリアナ沖海戦で至近弾を受けて重傷を負い、内地に送られた。戦後、復員した後、地元で書道塾を開いた。また、平尾孤往に師事した。
1957年に日展に初入選。
1963年、吉澤鐵石、大久保龍石とともに日本書作院を創設し、理事長も務めた。
1970年には青山杉雨の教えを受けた。
1974年、茨城書道美術振興会を設立し、理事長となった。
ヘビースモーカーであったが、1984年に心筋梗塞で倒れ、これを機に禁煙し、その後に書いた作品で日展文部大臣賞を受賞した。
1989年には候補となって3年目で日本芸術院賞を受賞し、また、日展理事となった。
没後、遺作100点が下館市に寄贈され、2005年にはしもだて美術館で回顧展が開催された。

## 作風
「一作一面貌」を主張し、中国の明清書道に学んだ独自の書風を拓いたと評されている。